# 内田有咲
内田 有咲（うちだ ありさ、1995年4月7日 - ）は、日本の女優。広島県福山市出身。N.A.C広島所属。2018年4月からグンジョーブタイ劇団員。

## 出演

### テレビ
- パパは電化シェフ!（2007年4月10日 - 、広島テレビ） - 優香 役
- 恋とか愛とか（仮）（広島ホームテレビ）
  - Episode36｢ドラマみたいな男｣（2018年8月） - 主演・アイ(20) 役[1]
  - Episode40 ｢踏み出す女｣（2019年5月） - 主演・エレナ(23) 役[2]
- ココ!ブランニュー（2018年10月28日 - 、広島ホームテレビ）リポーター
- ハタラクほいく 保育士の本当にあったお話（2019年3月6日・3月14日・3月20日、広島ホームテレビ） - 保育園の先生役

### 映画
- 花田少年史 幽霊と秘密のトンネル（2006年8月19日公開、水田伸生監督、松竹）

### テレビCM
- デオデオ(現・エディオン) デザインセンターマリーナホップ店
- 中国電力紹介ビデオ

### ラジオCM
- ホンダクリオ

### 舞台
- 劇団マージブル×グンジョーブタイ×STUDIO FLEX合同公演 ミュージカル「アナタの知らないセ界」（2018年12月20日・21日・22日、広島市南区民文化センター2F スタジオ）[3]
- 演劇引力廣島 第16回 プロデュース公演『顔も、声も、』（2019年2月20日-24日、JMSアステールプラザ 多目的スタジオ）[4]
- グンジョーブタイ第5回本公演「ロクな死にかた」チサト役(JMSアステールプラザ 多目的スタジオ)
- イヌノフ旗揚げ公演「無い!!!!」(高田馬場プロトシアター2019年12月21日〜)
- 舞台「恋とか愛とか(仮)4」2019年